# USS Arethusa (AO-7)
«Арет'юза» (англ. USS Arethusa (AO-7) — допоміжне військове судно, танкер-заправник, що перебував на озброєнні військово-морських сил США на початку XX століття та за роки Першої світової війни. Пароплав був побудований в Англії в 1893 році як цивільний нафтовий танкер Luciline. Військово-морський флот США купив його у 1898 році, а згодом переобладнав його на танкер-заправник. У 1927 році судно продали торговельному флоту.

## Історія будівництва
Компанія Craig, Taylor & Company побудувала Luciline у Стоктон-он-Тіс, графство Дарем, під номером 33. Її спустили на воду 4 березня 1893 року та завершили у квітні того ж року. Її конструкція була сумішшю заліза та сталі. Її зареєстрована довжина становила 332,0 фута (101,2 м), ширина — 42,4 фута (12,9 м), а глибина — 18,8 фута (5,7 м). Її тоннаж становив 3 319 бруто-тона і 2 132 британського тона.
Luciline мав один гвинт, який приводився в рух трициліндровим двигуном потрійного розширення, який був побудований J Dickinson & Sons of Sunderland і розрахований на 300 NHP.
Першим власником Luciline була лондонська нафтова судноплавна компанія, яка зареєструвала її в Лондоні та призначила А. Стюарта керувати нею. Її офіційний номер у Великобританії був 101986, а кодові літери були NBJV.

## Історія служби

Карта маршруту Великого Білого флоту (державні кордони на карті 2009 року)

У 1907 році танкер-заправник флоту «Арет'юза» включили до складу «Великого Білого флоту», який у 1907 році за наказом Президента США Т. Рузвельта здійснив навколосвітню подорож, продемонструвавши усьому світові зрослу міць та силу американського флоту. 17 грудня флот, до якого входили майже усі американські лінійні кораблі того часу, виплив з Гемптон-Роудс і здійснив перехід на південь до Карибського басейну, а потім до Південної Америки, зупиняючись у Порт-оф-Спейн, Ріо-де-Жанейро, Пунта-Аренас та Вальпараїсо серед інших міст. Після прибуття до західного узбережжя Мексики в березні 1908 року флот провів три тижні, тренуючись у бойових стрільбах корабельної артилерії.
Потім флот відновив подорож уздовж Тихоокеанського узбережжя Америки, зупинившись у Сан-Франциско та Сіетлі, а потім перетнув Тихий океан до Австралії, по дорозі зупинившись на Гаваях.
Однак, подальша служба у Великому білому флоті не склалася для корабля далі за межі гавайських вод. Замість цього танкер перевели до Тихоокеанського флоту, і 30 липня він вирушив до Сан-Франциско. Корабель прибув у цей порт 10 серпня і залишався в цьому районі до виходу 1 жовтня до затоки Магдалена, Мексика, де він кинув якір 6 числа. У цей період він недовго служив флагманом Тихоокеанської торпедної флотилії.